# Dipus sagitta
El jerbo de pies peludos (Dipus sagitta) es una especie de roedor miomorfo de la familia Dipodidae. Es la única especie de su género.

## Distribución
Se encuentra en China, Irán, Kazajistán, Mongolia, Rusia, Turkmenistán y Uzbekistán.